# Carl Schröder (Maler)
Julius Carl (Karl) Hermann Schröder (* 16. April 1802 in Braunschweig, Herzogtum Braunschweig-Lüneburg; † 13. Mai 1867 ebenda) war ein deutscher Genre- und Porträtmaler sowie Lithograf.

## Leben

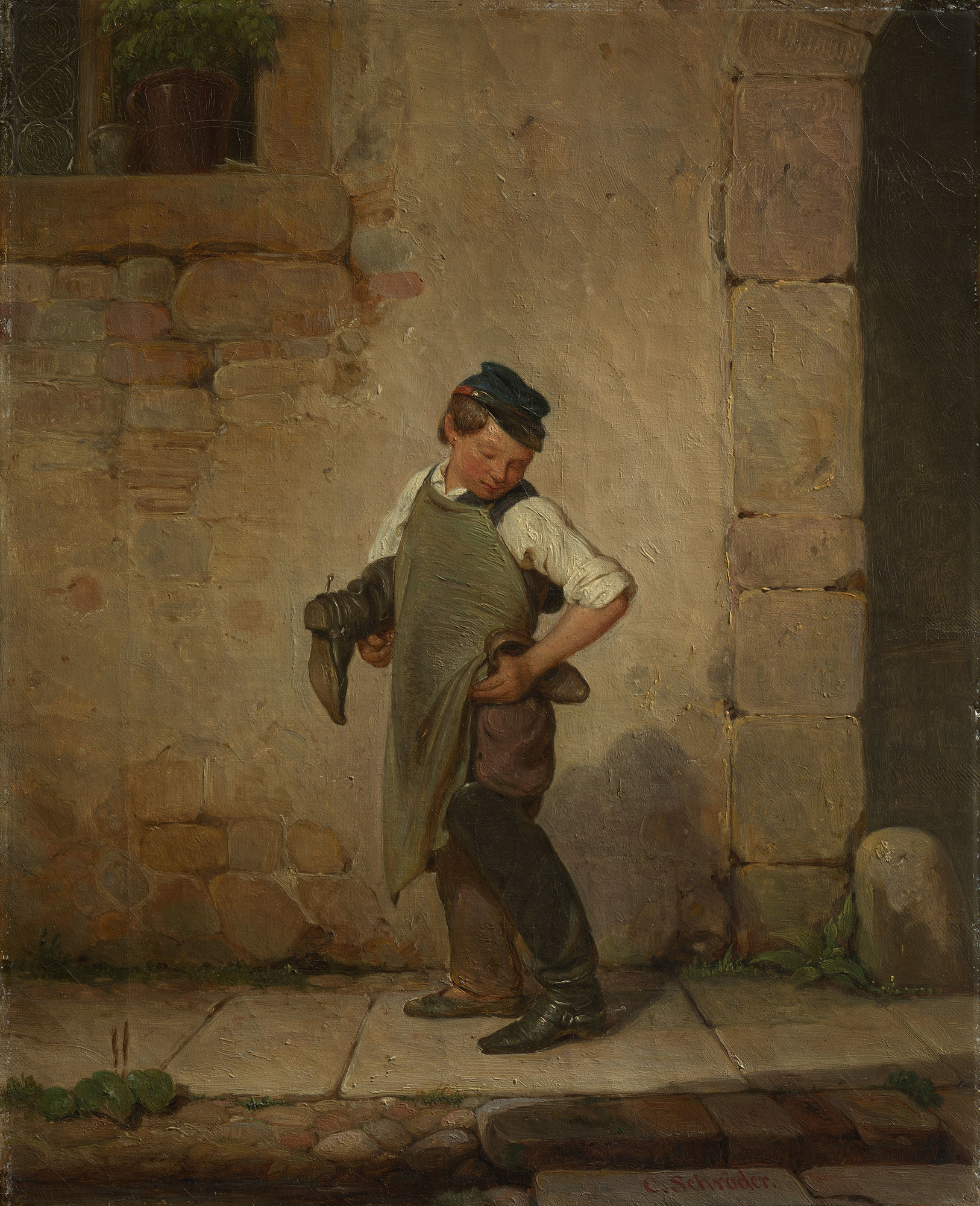
Der Schusterjunge mit dem Stiefel, um 1850, Royal Collection

Schröder, der Sohn des Schusters August Heinrich Schröder (1766–1842) und dessen Ehefrau Dorothea Maria (geborene Claus; 1774–1840), besuchte bis zu seinem 14. Lebensjahr das Martinum in Braunschweig. Dann ließ er sich von D. Riedmann, dem ersten Maler der Stobwasser’schen Fabrik in Braunschweig, in Ölmalerei ausbilden. Als er 17 Jahre alt war, ging er zum Malereistudium auf die Kunstakademie Dresden. Nach anderthalb Jahren kehrte er nach Braunschweig zurück, um als Porträtmaler zu leben. Da er jedoch von der Bildnismalerei nicht leben konnte, bemalte er Dosen. Erneut besuchte er bald darauf für zwei Jahre die Dresdner Akademie. Anschließend fand er 1824 als Zeichenlehrer eine Anstellung bei dem Fürsten Antoni Paweł Sułkowski in Reisen, Provinz Posen. Nach dieser mehrjährigen Tätigkeit lebte er eine Weile in München, ehe er nach Braunschweig zurückkehrte. Mit Szenen aus dem Volksleben etablierte er sich dort hauptsächlich als Genremaler.
Schröder war seit 1838 mit Caroline Wilhelmine (geborene Röhll, 1819–1897) verheiratet, einer Tochter des Knopfmachermeisters, Gold- und Silberfabrikanten Christian Dietrich Röhll und dessen Frau Johanna Wilhelmine Augusta (geborene Chemnitius) Das Paar hatte sieben Kinder, darunter mindestens zwei Töchter Marie und Louise Schröder.
1841 wurde er am Martino-Katharineum in Braunschweig und am Schullehrerseminar zu Wolfenbüttel als Zeichenlehrer angestellt. Dort unterrichtete er für mehrere Jahre. Nach längerer Krankheit starb er im Alter von 65 Jahren.

## Werke (Auswahl)

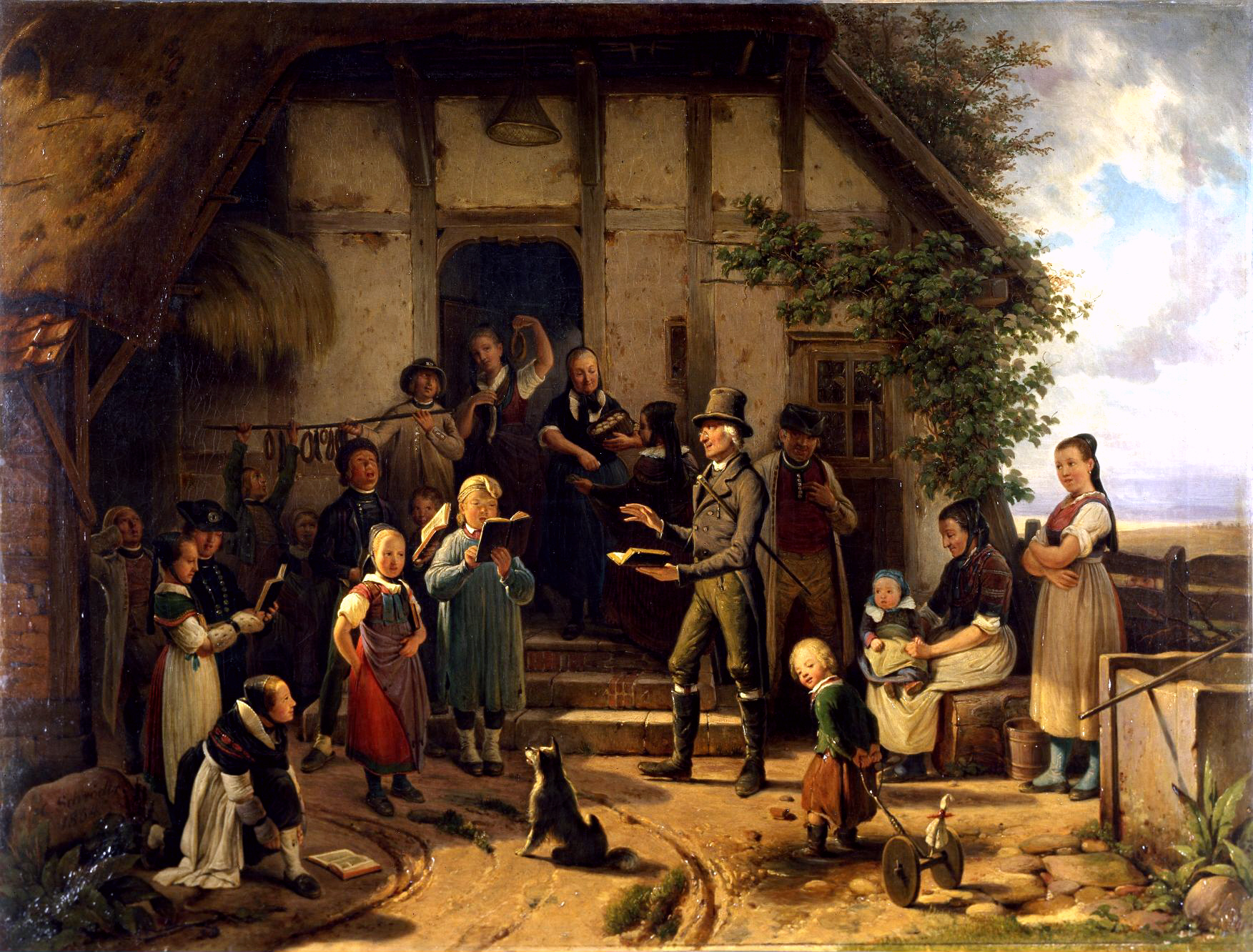
Der Dorfschulmeister, 1854

Das Städtische Museum Braunschweig besitzt unter anderem die nachfolgend aufgelisteten Gemälde, die vermutlich als Schenkung durch Schröders Töchter Louise und Marie Schröder in dessen Besitz kamen. Einige stammen zudem aus dem Nachlass seiner Enkelin Helene Pohlmann.
- um 1820, 1825, 1830: Selbstbildnis
- um 1820 und 1826: August Heinrich Schröder, Vater des Künstlers
- Maria mit dem Jesuskind und einem Engel
- 1825: Selbstbildnis
- um 1825: Dorothea Maria Schröder, Mutter des Künstlers
- um 1825: August Heinrich und Dorothea Maria Schröder
- vor 1829: Marie Theresia Catharine Biancone (1766–1829), eine Tochter des Weinhändlers Franz Biancone
- 1829: Ein Tyroler Deckenhändler erzählt Braunschweigischen Bauern
- Caroline Wilhelmine Schröder, geborene Röhll, Ehefrau des Künstlers
- um 1836: Die Strafpredigt
- um 1840: Bauernhochzeit in Lehre
- 1854: Der Dorfschulmeister